# 小林貴子 (俳人)
小林 貴子（こばやし たかこ、1959年8月15日 - ）は、長野県出身の俳人。

## 来歴
飯田市生まれ。松本市在住。1981年、信州大学学生俳句会、宮坂静生の「岳」入会。1982年、藤田湘子の「鷹」入会。1997年「鷹」退会。2003年、第58回現代俳句協会賞受賞。2020年、句集『黄金分割』により第8回星野立子賞を受賞。
代表句「この世から三尺浮ける牡丹かな」「海市見せむとかどはかされし子もありき」など、自在な詠みぶりと評論活動で信州俳壇を牽引。松本市在住。「岳」編集長、現代俳句協会、俳文学会会員。2022年4月より朝日新聞俳壇選者に就任。

## 著書

### 句集
- 『海市』（1977年、牧羊社）
- 『北斗七星』（1987年、本阿弥書店）
- 『紅娘（てんとむし）』（2008年、本阿弥書店）
- 『黄金分割』（2019年、朔出版）

### その他
- 『秀句三五〇選　芸』（1999年、蝸牛社）
- 『もっと知りたい日本の季語』（2003年、本阿弥書店）